# Zerrdruck
Zerrdruck (bzw. Zerrdrucktechnik) ist ein von dem niedersächsischen Maler und Grafiker Heinz-Jürgen Bredemeyer (1940–2008) entwickeltes Druckverfahren, bei dem ein Bild von einem Klischee auf eine Knetmasse auf Silikonkautschukbasis übertragen, verformt und anschließend als verzerrtes Bild abgedruckt wird.
Mit dieser 1967 entwickelten Technik war es bereits vor dem Durchbruch der digitalen Bildbearbeitung möglich verzerrte Bilder zu erzeugen. Der Entwickler und Künstler nutzte das Druckverfahren vor allem, um verzerrte Autos, Gesichter von Prominenten, verzerrten Text und Gehirne („Hirnbilder“) zu drucken.